# Zasanka
Zasanka – potok, prawy dopływ Trzemeśnianki o długości 4,92 km.
Zasanka wypływa na wysokości 465 m n.p.m., na zachodnich stokach Zasańskiej Przełęczy. Przez miejscowość Zasań spływa w północno-zachodnim kierunku doliną, która stanowi granicę między Beskidem Wyspowym (po południowej stronie), a Pogórzem Wiśnickim (po północnej stronie). Zasilana jest potokami spływającymi z Kamiennika Północnego oraz Pasma Glichowca. W sąsiedniej miejscowości Trzemeśnia na wysokości 301,5 m n.p.m. uchodzi do Trzemeśnianki.
Zasanka cały czas płynie odkrytymi terenami, wśród pól uprawnych i zabudowań. Po jej południowej stronie prowadzi lokalna droga Wiśniowa – Trzemeśnia. Tuż przed ujściem Zasanki do Trzemeśnianki znajdują się w paśmie Glichowca Mazurowe Skały.